# メゾン・ド・ペンギン
『メゾン・ド・ペンギン』は、大石浩二によるギャグ4コマ漫画。『週刊少年ジャンプ』2006年11号から2007年24号まで掲載された。略称は『メゾペン』。また、同作の舞台となるマンションの名。

## 概要
多くの独立した舞台・キャラクターを描くオムニバス形式の漫画作品。
アデリーペンギンが管理人を務めるマンション「メゾン・ド・ペンギン」に住む様々な人物の、それぞれのおバカな日常を描いていく。また、漫画本編やコマの下、果ては担当編集者のコメントなど、随所に作者である大石浩二の自虐ネタが多く仕込まれているのも特徴。作中のギャグに使われたQRコードが実際に読込可能であったり、作中登場人物の運営するブログが本誌発表前から実際にインターネット上に作成されているなど、誌面にとどまらない凝ったつくりを見せていた。この漫画は、原則的に毎回2色刷りページ後の定位置に掲載されているという特徴があった。
いわゆるテコ入れを、それと宣言し、作中の企画として何度か行っている。第32話では、読者人気投票12位以内に入らなかった既存のキャラクターを全てメゾン・ド・ペンギンから引越しさせるという大リストラを行った。また、2007年11号の第49話でメゾン・ド・ペンギンを大破させ、同年12号・第50話では作中の時間を前話から3年経過させ、2010年という設定にした。後者のテコ入れは失敗し、打ち切りの原因の一つとなった。
設定変更により時事ネタを封じてしまったことをはじめ、先の人気投票で1位となったキャラクターも設定変更に伴う展開を思いつかずフェードアウトさせてしまうなど、終盤にはネタ切れの様相を呈していた。新規に投入するキャラクターは単純な下ネタやブラックジョークに基づくものであり、またキャラクターを使わない作者の実体験の比率が上がっていった。
こうして迎えた2007年24号の最終回は、打ち切りであることを公言し、その原因・愚痴を作者と担当編集者が話し合うという内容で、上記の問題点に言及している。最後のコマでメゾン・ド・ペンギンを爆破し、連載に幕を引いた。
単行本はジャンプ・コミックス全5巻。1巻から4巻は同誌他作品の単行本に比べ変則的な形態で発行されており、通常は190ページ前後なのに対し本作の5巻以外は128ページ、価格が390円（2006年-2007年当時）に対し333円（同）となっている。1-3巻には「モグリ陰陽師SAYMAY!」（もぐりおんみょうじせいめい）が併録。2巻以降の単行本には『ジャンプ』他作家とのコラボレーション企画ページが設けられており、このほか江尻立真との合作、『超こち亀』への参加など、連載期間に比してコラボレーション企画に多く携わっている（→#コラボレーション）。

## 登場人物
詳細はメゾン・ド・ペンギンの登場人物を参照。

### 旧メゾン・ド・ペンギン（旧1期）
人気投票による引越しが行われるまで。
| 階数 | 1号室                                        | 2号室                            | 3号室                                            | 4号室                                       | 5号室                        | 6号室                      |
| ---- | -------------------------------------------- | -------------------------------- | ------------------------------------------------ | ------------------------------------------- | ---------------------------- | -------------------------- |
| 7階  | 宇座田竹千代（『ウザタくん』）               |                                  | 山吹いとり（『イケナイいとり先生』）             | 染井ヨシノ（『ツンエロ委員長』）            |                              |                            |
| 6階  | 梨本政夫（『部長と課長』）                   |                                  | ジェラシーレンジャー（『ジェラシーレンジャー』） |                                             | 江口拓哉（『エロ・江口』）   | 猿渡明夫（『部長と課長』） |
| 5階  |                                              | 浮世絵くん                       |                                                  |                                             | 田中文字郎（『文字郎くん』） |                            |
| 4階  | 父彦&乳彦&兄彦&バカ彦&弟彦（『バカ彦くん』） | ボブ・ダービット（『塁審ボブ』） |                                                  | LOVE武将（『LOVE武将』）                    |                              | 天狗義雄（『学園天狗』）   |
| 3階  | 兄&弟（『バカ兄弟』）                        | 鈴木秀郎（『サード・ゲイ鈴木』） |                                                  | 長谷川来未&長谷川卓男（『いもうとクルミ』） |                              |                            |
| 2階  |                                              |                                  | 大久保保&姫小路真莉（『バカップル』）            |                                             |                              |                            |
| 1階  |                                              |                                  | 星咲月見（『ツキミちゃん』）                     |                                             | 天地学（『天才マナブくん』） | 大仏務（『大仏くん』）     |

### 旧メゾン・ド・ペンギン（旧2期）
人気投票による引越しが行われてから、旧メゾン・ド・ペンギンが破壊されるまで。
| 階数 | 1号室                                        | 2号室                            | 3号室                                             | 4号室                            | 5号室                        | 6号室                      |
| ---- | -------------------------------------------- | -------------------------------- | ------------------------------------------------- | -------------------------------- | ---------------------------- | -------------------------- |
| 7階  |                                              |                                  | 山吹いとり（『イケナイいとり先生』）              | 染井ヨシノ（『ツンエロ委員長』） |                              |                            |
| 6階  | 梨本政夫（『部長と課長』）                   |                                  | ジェラシーレンジャーZ（『ジェラシーレンジャー』） |                                  | 江口拓哉（『エロ・江口』）   | 猿渡明夫（『部長と課長』） |
| 5階  |                                              | 浮世絵くん                       |                                                   |                                  |                              |                            |
| 4階  | 父彦&乳彦&兄彦&バカ彦&弟彦（『バカ彦くん』） |                                  |                                                   |                                  |                              |                            |
| 3階  | 兄&弟（『バカ兄弟』）                        | 鈴木秀郎（『サード・ゲイ鈴木』） |                                                   |                                  |                              |                            |
| 2階  |                                              |                                  | 大久保保&姫小路真莉（『バカップル』）             |                                  |                              |                            |
| 1階  |                                              |                                  | 星咲月見（『ツキミちゃん』）                      |                                  | 天地学（『天才マナブくん』） | 大仏務（『大仏くん』）     |

### 新メゾン・ド・ペンギン（新1期）
新たに建てられたメゾン・ド・ペンギン。
入居については明かされなかった。

## コラボレーション
こちら葛飾区亀有公園前派出所
『こちら葛飾区亀有公園前派出所』の30周年企画で、2006年42号では「亀祭り」と称しジャンプ内全ての漫画に両津勘吉が登場した。本作ではこのとき、ラサール石井など『こち亀』に縁のある人物らを作中に登場させた。これ以前にも、浅草神社内の『こち亀』の石碑や、亀有駅前の両津勘吉銅像が登場している。
2006年45号「亀祭り第二部」では逆に『こち亀』に他作品のキャラクターを登場させている。本作からは管理Pさん・カッパ・大仏・天狗・たもっちゃんが登場した。
この他、『超こち亀』内でも合作を行っている。
P2! - let's Play Pingpong! -
『赤マルジャンプ』2007SPRING では『P2! - let's Play Pingpong! -』とのクロスオーバー作品『メゾン・ド・P2!』が掲載された。
銀魂 (アニメ)
オープニングにバカ彦と管理Pさんが登場した事がある（第63話「ジャンプの次号予告は当てにならない」）。担当編集者が同じであったつながり。なお、同回のゲストキャラ“天眼通の阿国”の一部の台詞が、洒落にならない程タイムリーなものに変えられ、更にEDクレジットには“special thanks 大石浩二”と記されていた。
単行本には、『週刊少年ジャンプ』連載作家を始めとする漫画家やスタッフとのコラボレーション企画ページが設けられている。
- 1巻 - 濱田浩輔、西嶋賢一、山田アクビ、ミサワJSL（地獄のミサワ）、ポックリボーイ
- 2巻 - 岩代俊明
- 3巻 - 中島諭宇樹、坂本裕次郎
- 4巻 - 内水融、渡辺ペコ、深水チロリ
- 5巻 - 大亜門、大久保彰、かわちはるか

## 書誌情報
- 大石浩二 『メゾン・ド・ペンギン』 集英社〈ジャンプ・コミックス〉、全5巻
  1. 「入居者、恋人募集中♡」2006年8月4日発売 ISBN 978-4-08-874297-7
  2. 「電気と愛をとめないで!」2006年11月2日発売 ISBN 978-4-08-874282-3
  3. 「セクシープリティーセキュリティー」2007年2月2日発売 ISBN 978-4-08-874320-2
  4. 「ユニットバスでおしっこ飛ばす♪」2007年6月4日発売 ISBN 978-4-08-874371-4
  5. 「未納 滞納 I don't know」2007年7月4日発売 ISBN 978-4-08-874414-8

## その他
- 『週刊少年ジャンプ』 (WJ) 2008年4・5号から同年24号まで連載されていた「私立ポセイドン学園高等部」も、当作品と同じく2色刷りの情報ページの後に定位置として掲載されていた（第1回と終了直前は除く）。大石が次に『WJ』で連載する「いぬまるだしっ」も同様。

## モグリ陰陽師SAYMAY!
『週刊少年ジャンプ』（集英社）2005年7号にて「ジャンプギャグフェスタ2005」としてポンセ前田「おれたちのバカ殿」と共にセンターカラーで掲載。前後編構成で全31ページで、『メゾン・ド・ペンギン』1巻に前編、2巻に後編が収録。3巻には描きおろして第3話が収録されている。また、1巻にはボツとなったネームが一部紹介されている。
帝も認める天才陰陽師であるにもかかわらず、モグリで営業している安野晴明（あんのせいめい）が様々な依頼人相手に御祓いをしていくギャグ漫画。